# Conversion (marketing)
Pour les articles homonymes, voir Conversion.
Ne doit pas être confondu avec  Taux de conversion (chimie).
Sur Internet, le taux de conversion est la fraction du nombre de visiteurs d'un site web réalisant une action donnée sur le nombre de visiteurs total.

## Principe
Pour l'éditeur d'un site internet, générer du trafic sur son internet a un coût (référencement, publicité, etc.). Il souhaite donc maximiser le pourcentage des visiteurs effectuant un acte d'achat.
Certaines entreprises utilisent différents ratios pour étudier les résultats de leurs sites. Différentes activités sur le site (téléchargement d’un logiciel en essai, demande d’informations, etc.) divisent le nombre de commandes et les ratios ainsi obtenus représentent les contributions particulières aux résultats des ventes.
Pour que ces données soient une bonne représentation de la réalité, il est primordial que le site ne propose pas de possibilité de commandes par un autre type de support. (Par exemple, visite du site web mais ensuite commande par courrier qui fausse le taux vu que la commande ne sera pas considérée comme provenant de la visite du site Internet, etc.)

## Amélioration du taux de conversion

### Profil des visiteurs
Faire appel à une entreprise proposant du ciblage comportemental permet à l'éditeur du site de voir une proportion plus importante de visiteurs ayant l'intention d'acheter arriver sur son site. Le taux de conversion s'en trouve augmenté.

### Contenu du site
Le taux de transformation d'un site web peut être optimisé, notamment grâce au test A/B (technique qui consiste à comparer différentes versions de pages d'un site internet). Le trafic du site est alors séparé de façon égale entre les parties A et B pour comparer les indicateurs de performance du site comme le taux de conversion, le panier moyen, le nombre d'articles par panier etc. entre les deux versions testées.
Une multitude de tests peuvent ainsi être effectués pour optimiser le taux de conversion du site sur les différents éléments du site :
- design
- positionnement des éléments
- tunnel de commande
- formulaires
- règles de merchandising
- etc.

Des nombreux sites de vente en ligne ont mis en œuvre une approche "test and learn" basée sur les tests A/B de petite échelle pour optimiser leur site et le taux de conversion.
Une bonne stratégie de qualification post-click permet d’obtenir entre 1 et 5 % de taux de conversion. Mais il est plus efficace de tracer l’adresse IP des 95 % visiteurs d’un site qui ne laissent pas de message pour les identifier et les recontacter de façon opportune.
Cependant, il est important de noter que le taux de conversion seul ne peut pas être utilisé pour augmenter les ventes d'un site internet.
La valeur du panier moyen est aussi un élément primordial à prendre compte lors de l'optimisation de la conversion.